# Andonios Jeorjadis
Andonios Jeorjadis (gr. Αντώνιος Γεωργιάδης; ur. 11 maja 1944 w Ajos Isidoros na wyspie Rodos) – grecki polityk, ekonomista i menedżer, parlamentarzysta krajowy, wiceminister, od 1981 do 1982 poseł do Parlamentu Europejskiego I kadencji.

## Życiorys
W ramach stypendiów studiował ekonomię na Uniwersytecie Ekonomii i Biznesu w Atenach oraz podyplomowo ekonomię publiczną na Uniwersytecie we Fryburgu. W pierwszej połowie lat 70. był nauczycielem akademickim na macierzystej uczelni oraz w wyższej szkole turystycznej na Rodos. Pracował także na stanowiskach menedżerskich w prywatnych przedsiębiorstwach.
W 1974 zaangażował się w działalność Ogólnogreckiego Ruchu Socjalistycznego, w tymże roku po raz pierwszy kandydował w wyborach. W kadencji 1977–1981 był członkiem Parlamentu Hellenów z okręgu Dodekanez. Od 1 stycznia do 18 października 1981 wykonywał mandat posła do Parlamentu Europejskiego w ramach delegacji krajowej, w 1981 wybrano go w wyborach bezpośrednich. Przystąpił do Grupy Socjalistów, należał do Komisji Budżetowej.
Z mandatu zrezygnował 5 lipca 1982 w związku z przejściem do rządu. Następnie zajmował stanowiska wiceministra gospodarki narodowej (1982–1985, 1987) i sekretarza generalnego ministerstwa przemysłu energii i technologii (1985–1987). W 1990 kandydował na burmistrza Rodos, w tych wyborach zasiadł w radzie miejskiej. Późnej zajmował stanowisko doradcy prefekta Dodekanezu i menedżera w izbie ubezpieczeń rolniczych. Powrócił także do działalności menedżera w prywatnych spółkach.